# Исторический музей (Тарнобжег)

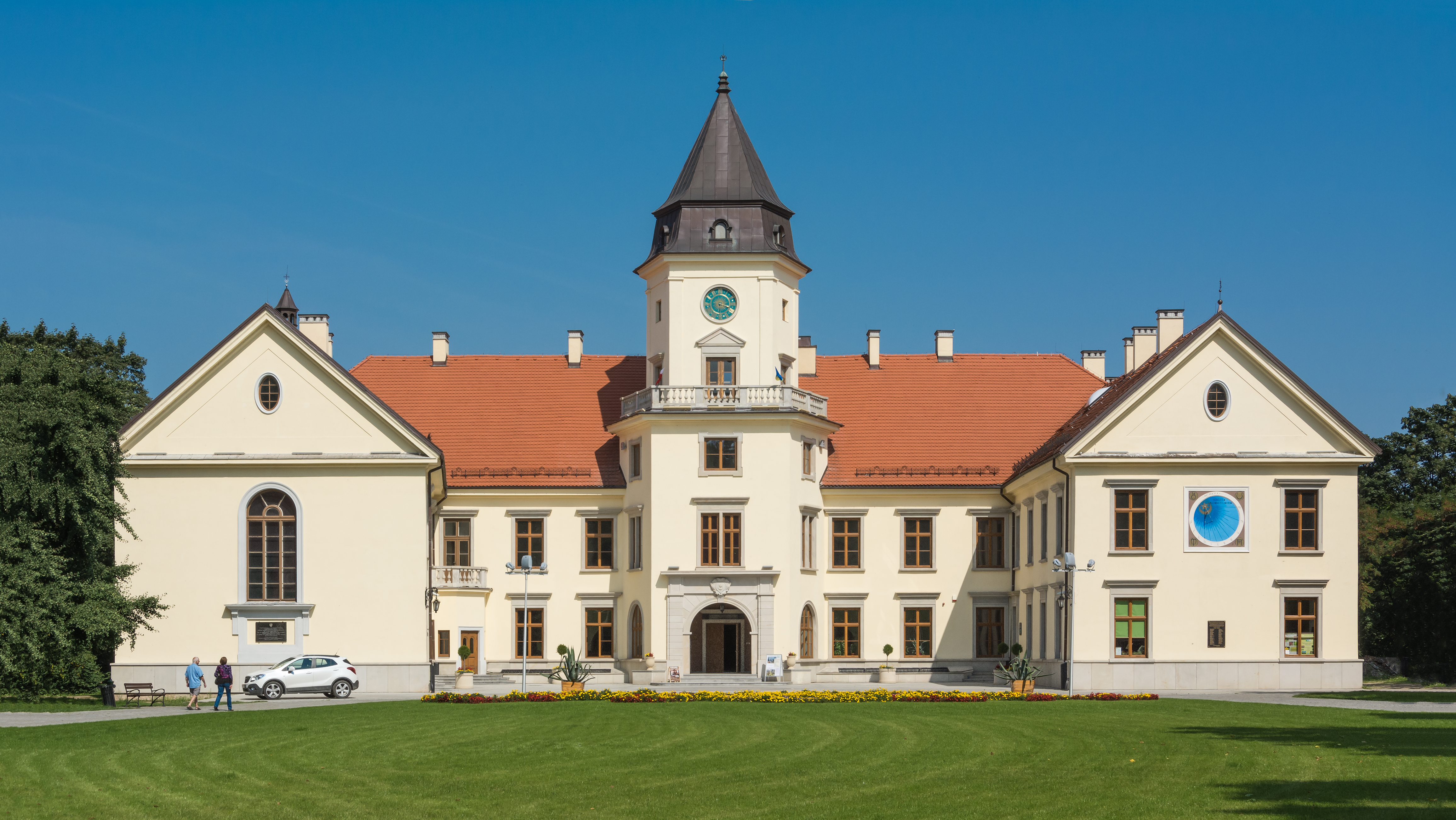
Исторический музей, Тарнобжег, Польша

Исторический музей Тарнобжега (пол.  Muzeum Historyczne Miasta Tarnobrzega) — краеведческий музей, находящийся в городе Тарнобжег, Польша.

## История
Исторический музей города Тарнобжега основан в 1991 году общественной организацией «Товарищество друзей Тарнобжега». Музей расположился в историческом здании, построенном в 1843 году, в нескольких сот метрах от Дзиковского замка — поместья графского рода Тарновских. Здание было построено в классическом стиле по проекту архитектора Яна Богдана Тарновского. Перед открытием музея в здании в 1989—1991 гг. проходил ремонт. Автором проекта реставрации здания был архитектор Анджей Павлик.
В настоящее время в музее находятся экспонаты, связанные с историей города Тарнобжега и близлежащих территорий, а также произведения различных художников, археологические и этнографические памятники. Музей периодически организует выставки.
Напротив музея находится памятник Юзефу Пилсудскому, установленный в 1995 году в 60-ю годовщину его смерти.